# لورا تشيريتا
كانت لورا تشيريتا (سبتمبر 1469-1499) واحدة من أبرز الكتاب الإنسانيين والنسويين في إيطاليا في القرن الخامس عشر. كانت تشيريتا أول من وضع قضايا المرأة وصداقاتها مع النساء في صدارة ومركز عملها. كتبت تشيريتا في بريشيا وفيرونا والبندقية في 1488-1492، اشتهرت بكتابتها في شكل رسائل إلى مثقفين آخرين. كتبت في رسائلها عن شؤونها الشخصية وذكريات طفولتها، وناقشت مواضيع مثل تعليم المرأة والحرب والزواج. ادعت تشيريتا، مثل بتراركا أول عالم إنساني عظيم، أنها تسعى إلى الشهرة والخلود من خلال كتاباتها. يبدو أن رسائلها كانت موجهة لعامة الناس.

## حياتها ومسيرتها المهنية
ولدت تشيريتا في سبتمبر 1469 في بريشيا لعائلة رفيعة المستوى. كانت طفلة ضعيفة الصحة وتعاني من الأرق. كانت أول مولود من أصل ستة أطفال. كان لديها ثلاثة أشقاء هم، إيبوليتو ودانييل وباسيليو وشقيقتان هما ديوداتا وديانا. كانت عائلتها تحظى بشعبية كبيرة في إيطاليا بسبب مكانة والدها. كان سيلفسترو تشيريتا محامي وقاضي الملك، وكانت والدتها فيرونيكا دي لينو، سيدة أعمال مشهورة. بما أن والدها وتشيريتا كانا يؤمنان بالتعليم، أرسلها والدها في سن السابعة إلى دير الراهبات. كرست حياتها هناك للأنشطة الفكرية وبدأت دراستها الأكاديمية؛ تعلمت المبادئ الدينية والقراءة والكتابة واللاتينية مع رئيسة الدير. كان لرئيسة الدير تأثير كبير في حياة تشيريتا كمعلمتها ومرشدتها. علمت تشريتا أن تستغل الوقت منذ آخر الليل حتى ساعات ما قبل الفجر في التطريز والكتابة والدراسة، في الحين الذي يكون فيه الجميع نائمًا. في سن السابعة، أشرفت معلمتها على دوراتها في قواعد اللغة اللاتينية. علمتها أيضًا كيفية رسم الصور باستخدام إبرة، وهو ما تدربت عليه لوحدها ليلًا ونهارًا. بعد عامين في الدير، طلب والدها أن تعود تشيريتا إلى المنزل لرعاية إخوتها في سن التاسعة. بعد بضعة أشهر في المنزل، عادت إلى الدير لتحصل على مزيد من التعليم. في سن الثانية عشرة، استدعاها والدها مرة أخرى للعودة إلى المنزل لتحمل مسؤوليات منزلية مختلفة. من بينها الإشراف على تعليم إخوتها والعمل كسكرتيرة لوالدها. على الأرجح أن والدها أشرف على دراستها بعد المرحلة الابتدائية. في هذا الوقت، أبدت تشيريتا اهتمامًا كبيرًا بالرياضيات وعلم الفلك والزراعة، وكانت مادتها المفضلة الفلسفة الأخلاقية.
في عام 1484، تزوجت تشيريتا في سن الخامسة عشرة من بيترو سيرينا. كان سيرينا تاجرًا أعمال من البندقية، لكن كانت له ذات الاهتمامات في العالم الأكاديمي. نشأت عقبات بين الاثنين في زواجهما. في رسائلها إليه، كتبت «أنت تتهمني بالكسل وتهاجمني بسبب صمتي الطويل كما لو كنت مدعى عليه في المحكمة. أنت تتصرف كما لو كنت من النوع الذي يكتب للغرباء ويهملك فقط، كما لو كنت قد نسيتك في حين أنني في الواقع أمنحك مكانة شرفية فوق مكانة الرجال المتعلمين الآخرين». على الرغم من الجدالات، فإنه بالنسبة لتشيريتا، كانت هذه واحدة من أسعد اللحظات في حياتها. في رسائلها، تخيلت زواجًا مثاليًا كشراكة يحكمها التقدير المتبادل، والاحترام، والأمانة، والحب. لم تعتبر تشيريتا أبدًا زواج المرء على أنه نوع من أنواع الصداقة، ولم تطلق على زوجها بشكل مباشر لقب الصديق. ومع ذلك، صورت في رسائلها لغات الزواج والصداقة بوضوح، مع تركيز انتباه القراء على الروابط المتبادلة مثل الحب المتبادل والتواصل. غالبًا ما ركزت انتباه القراء على الروابط المتبادلة مثل الحب والتواصل والمسؤولية التي تحكم كل من العلاقات الزوجية والصداقة. بعد ثمانية عشر شهرًا من الزواج، توفي زوجها متأثرًا بالطاعون. لم ينجبا أطفالًا ولم تتزوج مرة ثانية أبدًا.
استعادت تشيريتا أخيرًا معنوياتها بعد عامين من وفاة زوجها وبدأت في الانغماس بشكل أعمق في دراساتها وأعمالها الأدبية. واصلت كتابة رسائلها إلى دائرة قريبة من العائلة والأصدقاء، ومناقشة المخاوف الشخصية مثل علاقاتها الصعبة مع والدتها وزوجها. قدمت هذه الرسائل أيضًا وصفًا مفصلًا للتجارب الخاصة للمرأة العصرية المبكرة. تعتبر هذه الرسائل مجتمعة دليلًا على أنها امرأة مستقلة وعلى اهتماماتها النسوية الدؤوبة.  دافعت عن مفهوم تعليم المرأة واعترضت على تعنيف المرأة المتزوجة. علاوة على ذلك، استكشفت تشيريتا في محاضراتها ومقالاتها العامة تاريخ مساهمات المرأة في الحياة الفكرية والسياسية لأوروبا. حاججت ضد عبودية المرأة في الزواج ومن أجل حقوق المرأة في التعليم العالي، وهي نفس القضايا التي شغلت المفكرين النسويين في القرون اللاحقة. بسبب هذه الموضوعات، يعتبرها باحثون مثل ديانا روبن من أوائل النسويات. واجهت خلال هذا الوقت العديد من النقاد، ذكورًا وإناثًا، شعروا بالغيرة من إنجازاتها وانتقدوا أعمالها. وكانت التهم الرئيسية الموجهة إليها هي أن المرأة لا ينبغي أن تحصل على التعليم وأن أعمالها مسروقة، وأن والدها يكتبها لها. انقلبت ضد منتقديها بعدوانية.  قالت لورا، ردًا على أحد منتقديها وهو بيبولوس سيبروميوس:
«لقد تعبت من شدة انتقاداتك. إنك لا تتساءل بوقاحة وعلنية فحسب، بل تندب حقًا لأنه قيل إنني أمتلك عقلًا جميلًا مثل العقل الذي وهبته الطبيعة لأكثر الرجال تعلمًا. يبدو أنك تعتقد أن امرأة متعلمة بهذا القدر، نادرًا ما توجد في العالم. أنت مخطئ في كلتا الحالتين يا سيمبرونيوس، وقد انحرفت كثيرًا عن طريق الحقيقة ونشرت الباطل-أنت تتظاهر بالإعجاب بي كأنثى معجزة، ولكن هناك خداع معسول في تملقك. أنت تتربص دائمًا للإيقاع بجنسي الجميل، والتغلب عليه من خلال سعيك الحاقد كي تسحقني بقدمك وتدفنني تحت الأرض».
في عام 1488، جمعت تشيريتا 82 رسالة من رسائلها في مجلد. استند المجلد إلى نموذج بترارك الذي يدعى «رسائل العائلة» وكتب بحوار هزلي عن «موت الحمار». أهدتها لراعيها، الكاردينال أسكانيو سفورزا. انتشرت أعمالها على نطاق واسع في إيطاليا خلال أوائل العصر الحديث. ومع ذلك، لم ينشر هذا المجلد حتى القرن السابع عشر. تم تداول المخطوطة منذ عام 1488 حتى عام 1492 بين الإنسانيين في بريشيا وفيرونا والبندقية. يشتبه في أنها فعلت ذلك للحصول على الشرعية ككاتبة. بعد ستة أشهر من نشر رسائلها، توفي والدها. بعد وفاته، لم تعد تشعر بالإلهام للكتابة.
النشر الأقدم والأكثر اكتمالًا لرسائل تشيريتا هو طبعة توماسيني، التي نشرت عام 1640، والتي مع ذلك أغفلت العشرات من رسائلها.